# Comuna Bixad, Satu Mare
Bixad (în maghiară: Bikszád) este o comună în județul Satu Mare, Transilvania, România, formată din satele Bixad (reședința), Boinești și Trip.

## Demografie
Componența etnică a comunei Bixad
     Români (88,54%)
     Romi (1,08%)
     Alte etnii (10,38%)
Componența confesională a comunei Bixad
     Ortodocși (78,41%)
     Greco-catolici (7,05%)
     Romano-catolici (3,85%)
     Alte religii (0,31%)
     Necunoscută (10,38%)
Conform recensământului efectuat în 2021, populația comunei Bixad se ridică la 6.368 de locuitori, în scădere față de recensământul anterior din 2011, când fuseseră înregistrați 6.504 locuitori. Majoritatea locuitorilor sunt români (88,54%), cu o minoritate de romi (1,08%). Din punct de vedere confesional, majoritatea locuitorilor sunt ortodocși (78,41%), cu minorități de greco-catolici (7,05%) și romano-catolici (3,85%), iar pentru 10,38% nu se cunoaște apartenența confesională.

## Politică și administrație
Comuna Bixad este administrată de un primar și un consiliu local compus din 15 consilieri. Primarul, Lenuța-Titiana Cornea[*], de la Partidul Social Democrat, este în funcție din 1 noiembrie 2024. Începând cu alegerile locale din 2024, consiliul local are următoarea componență pe partide politice:
|  | Partid                          | Consilieri | Componența Consiliului | Componența Consiliului | Componența Consiliului | Componența Consiliului | Componența Consiliului | Componența Consiliului |
|  | ------------------------------- | ---------- | ---------------------- | ---------------------- | ---------------------- | ---------------------- | ---------------------- | ---------------------- |
|  | Partidul Social Democrat        | 6          |                        |                        |                        |                        |                        |                        |
|  | Alianța pentru Unirea Românilor | 4          |                        |                        |                        |                        |                        |                        |
|  | Partidul Național Liberal       | 3          |                        |                        |                        |                        |                        |                        |
|  | Uniunea Salvați România         | 1          |                        |                        |                        |                        |                        |                        |
|  | Partidul Mișcarea Populară      | 1          |                        |                        |                        |                        |                        |                        |

## Obiective turistice
- Mănăstirea Bixad
- Dealurile din împrejurimi
- Piatra Bixadului
- Izvoare de apă minerală
- Ruinele Bisericii Fartat[7]
- Ruinele unei cetăți dacice de pe Coasta Boinestiului
- Castelul Pásztory Àrpad